# Balantiopteryx
Balantiopteryx ist eine Fledermaus-Gattung aus der Familie der Glattnasen-Freischwänzen, welche in Zentral- und Südamerika beheimatet ist.

## Beschreibung
Arten der Gattung Balantiopteryx haben eine Kopf-Rumpf-Länge von 48 bis 55 mm, einen Schwanz von 12 bis 21 mm Länge und wiegen zwischen 4 und 9 Gramm. Die Fellfarbe variiert zwischen dunkelbraun, haselnussbraun und gräulich. Keine der Arten weist eine Streifenzeichnung auf. Die Flügelsäcke, die der Familie den Namen gibt, befinden sich bei dieser Gattung in der Mitte der Flugmembran zwischen Ober- und Unterarm. Die Schnauze erscheint abgeflacht.

## Lebensweise
Fledermäuse der Gattung Balantiopteryx sind gesellig und leben in Gruppen von bis zu 2000 Tieren in Höhlen und an Feldwänden, oft nahe Gewässern. Für gewöhnlich hängen die Tiere an hellen Orten und halten ähnlich wie andere Glattnasen-Freischwänze einen gewissen Abstand zueinander. 
Balantiopteryx gehört zu der Gattung, die früh am Abend ausfliegt, oft bereits vor Sonnenuntergang. Sie ernährt sich von Insekten.

## Arten und Verbreitung
- Ecuador-Sackflügelfledermaus (Balantiopteryx infusca) in Ecuador und Kolumbien
- Thomas-Sackflügelfledermaus (Balantiopteryx io) im Süden von Mexiko bis Guatemala und Belize
- Peters-Sackflügelfledermaus (Balantiopteryx plicata) in Mexiko bis Costa Rica

Während Balantiopteryx plicata von der IUCN als ungefährdet eingestuft wird, gelten Balantiopteryx io als bedroht und Balantiopteryx infusca als gefährdet. Die Individuenzahl beider Arten ist rückläufig. Als Grund dafür gelten die Zerstörung des Lebensraumes und insbesondere die Störung der Höhlen, auf welche sie als Hangplatz angewiesen sind. Tourismus in den Höhlen von Belize und Yucatan gefährden die dort vorkommende Art B. io. B. infusca kommt nur sehr lokal in Ecuador und Kolumbien vor, wobei nur ein einziger Bericht aus Kolumbien existiert. Entsprechend weiß man sehr wenig über diese Art und ihre Bedürfnisse.

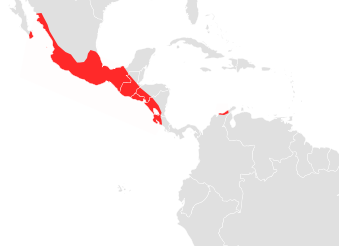
Verbreitungsgebiet von Balantiopteryx plicata
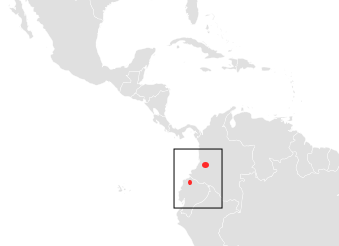
Verbreitungsgebiet von Balantiopteryx infusca
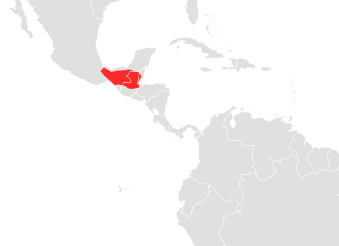
Verbreitungsgebiet von Balantiopteryx io